# Знамя индустриализации
Знамя индустриализации (ОАО «Знамя индустриализации»; бел. Сцяг індустрыялізацыі) — белорусское швейное предприятие, расположенное в Витебске.

## История
Витебская швейная фабрика «Знамя индустриализации» основана в 1930 году на базе швейной фабрики «Профинтерн». Первоначально фабрика входила в состав Белорусского государственного объединения швейной промышленности (Белшвейобъединения), в 1934 году передана в состав Белорусского государственного треста швейной промышленности (Белшвейтреста). В 1980 году фабрике присвоен орден Трудового Красного Знамени. В 1992 году передана в состав концерна «Беллегпром», в 1994 году преобразована в открытое акционерное общество «Знамя индустриализации». В конце 1994 года закончилась льготная продажа акций предприятия работникам — выкуплено 77 428 акций (17,56 % от всего пакета акций), после чего началась продажа акций всем желающим за чеки «Имущество». По состоянию на 2005 год фабрика включала 4 пошивочных цеха, экспериментальный, раскройный, подготовительный, вспомогательный цеха.

## Современное состояние
В 2014 году фабрика произвела 283 тыс. единиц продукции: 45 тыс. пальто и полупальто мужских, 32 тыс. пальто и полупальто женских, 83 тыс. мужских курток, 7 тыс. женских курток, 86 тыс. мужских брюк, 9 тыс. женских брюк, 6 тыс. мужских жилетов, 10 тыс. юбок, 5 тыс. платьев и сарафанов; в 2013 и 2015 осуществлялось также производство форменной одежды. В 2016 году 75,9% от общего объёма производства продукции составляло производство верхней одежды. В 2014 году 57% продукции было реализовано на внутреннем рынке, 43% экспортировалось (главным образом в Россию и Литву).
В 2016 году стоимость чистых активов фабрики составляла 8800 тыс. руб. (4 млн долларов), выручка от реализации продукции — 7060 тыс. руб. (3,4 млн долларов), прибыль от реализации продукции — 1 тыс. руб. (450 долларов), чистый убыток — 401 тыс. руб. (ок. 180 тыс. долларов), рентабельность реализованной продукции — 0,01%. 2019 и 2020 годы фабрика также заканчивала с чистым убытком. В 2012 году на фабрике работало 684 человека, по состоянию на 1 квартал 2015 года — 574 человека, в 2020 году — 474 человека.
В 2018 году фабрика исключена из состава государственного концерна «Беллегпром», государственный пакет акций передан государственному объединению «Витебскпром». По состоянию на 2020 год 94,88% акций компании находились в коммунальной собственности, остальные 5,12% акций были распределены между 3142 физическими лицами и несколькими юридическими лицами.